# Felucca

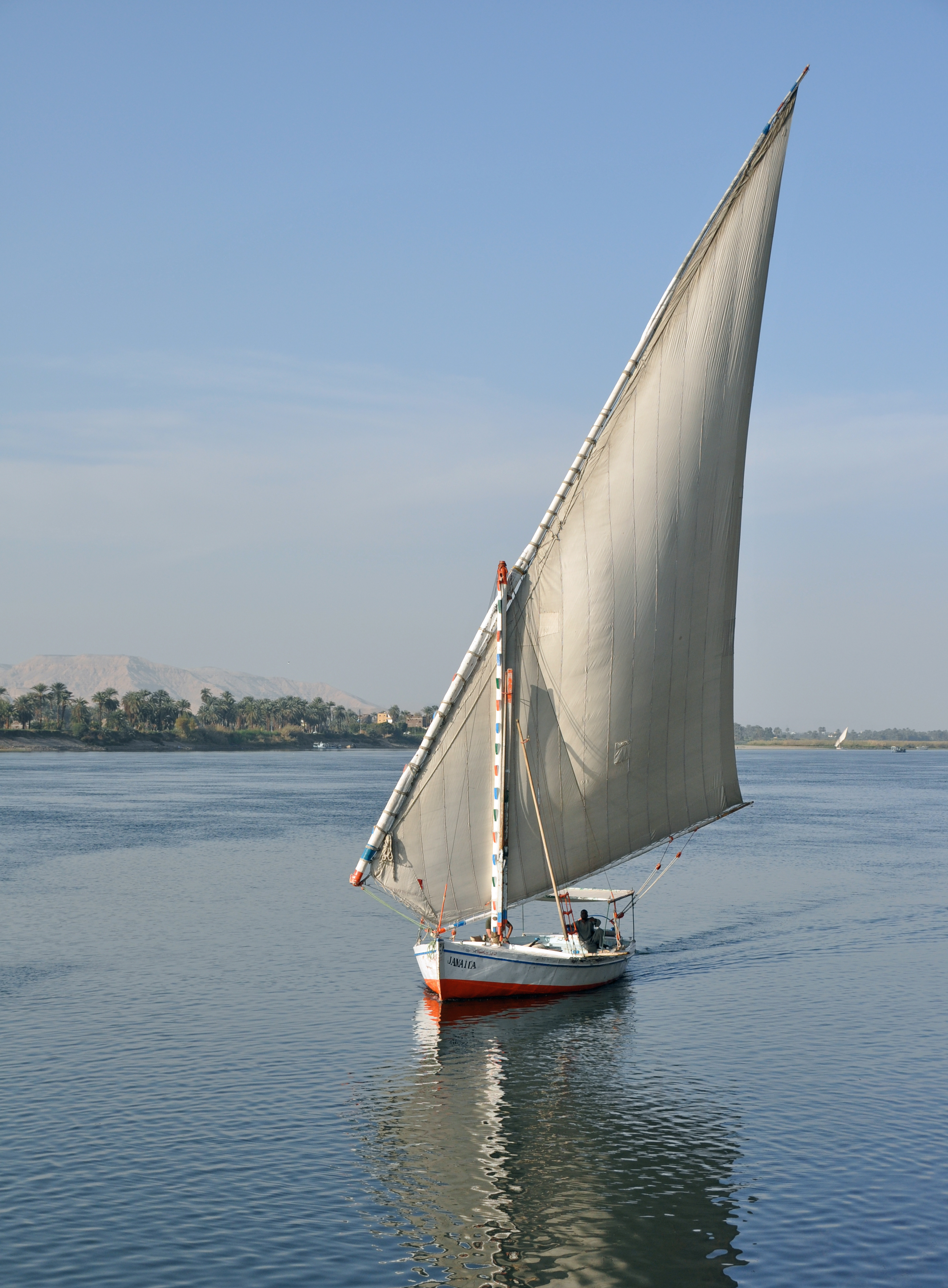
Felucca no rio Nilo, Luxor, Egito

A felucca, feluca ou faluca (em árabe: فلوكة‎; romaniz.: falukâ, que significa "barco" e deu origem à palavra portuguesa falua) é um barco à vela tradicional de madeira usado em águas resguardadas do mar Vermelho e Mediterrâneo Oriental, nomeadamente Malta e particularmente no rio Nilo no Egito, Sudão e também no Iraque e na Sicília. O seu aparelho consiste em uma ou duas velas trapezoidais semelhantes às velas latinas, uma em cada mastro. Faluca é também a designação de um tipo de embarcação costeira usada em Marrocos.
É comum terem capacidade para dez passageiros e que a tripulação consista em duas ou três pessoas. Apesar de se terem tornado obsoletos pelos barcos a motor e ferryboats, as feluccas ainda são muito usadas como meio de transporte nas cidades à beira do Nilo como Assuão e Luxor. São especialmente populares entre os turistas, por proporcionarem ambientes mais silenciosos e calmos do que barcos a motor.
Na Sicília, a feluca está associada sobretudo à pesca tradicional de peixe-espada no estreito de Messina.
Na cidade californiana de São Francisco, uma grande quantidade de feluccas aparelhadas com velas latinas aglomeravam-se nas docas da cidade depois da construção do cais estatal Fisherman's Wharf ("cais dos pescadores") em 1884. Leves, pequenas e facilmente manobráveis, as feluccas constituíam a base da frota de pesca da baía de São Francisco.[carece de fontes?]

## Leitura complementar
- Albrizzi, G. B. Rubin de Cervin (1980), «An eighteenth century felucca», The Mariner's Mirror (em inglês), 66 (3): 187-198, doi:10.1080/00253359.1980.10659197
- Beauclerk, George (1828), Journey to Morocco (em inglês), Poole and Edwards, p. 5-7, consultado em 29 de abril de 2013
- Jones, Dilwyn (2001). «The felucca». Sphinx Nose (em inglês). The Griffith Institute - University of Oxford (www.griffith.ox.ac.uk). Consultado em 29 de abril de 2013
- Muscat, Joseph (2003), The Gilded Felucca and Maltese Boatbuilding Techniques, ISBN 9789993241454 (em inglês), Pubblikazzjonijiet Indipendenza
- «Feluccas, Egypt's Traditional Sailboats». www.TourEgypt.net (em inglês). Consultado em 29 de abril de 2013